# Marguerite Champendal
Marguerite Champendal (Genève, 6 juni 1870 - aldaar, 27 oktober 1928) was een Zwitserse arts. In 1900 was ze de eerste Geneefse vrouw die een doctoraat in de geneeskunde behaalde, aan de Universiteit van Genève.

## Biografie
Marguerite Champendal begon tegen de zin van haar familie geneeskunde te studeren aan de Universiteit van Genève. Gedurende enkele jaren was ze assistente op de materniteit van Genève en maakte later een studieuitwisseling naar Parijs. In 1900 was ze de eerste Geneefse vrouw die een doctoraat in de geneeskunde behaalde. Vervolgens ging ze als arts aan de slag in de volkse wijken van Genève. Naar het voorbeeld van de Parijse arts Gaston Variot richtte ze in 1901 in die stad La Goutte de Lait, een centrum dat zich inzette voor de verdeling van gepasteuriseerde melk voor pasgeborenen en ook dienstdeed als consultatiebureau voor jonge moeders. In 1905 volgde de oprichting van de verpleegstersschool Le Bon Secours. In 1916 bracht ze het werk Petit manuel des mères uit, ofwel Kleine handleiding voor moeders.

## Trivia
- In een buitenwijk van Genève is de Chemin Doctoresse-Champendal naar haar vernoemd.
- Een van de aula's van de faculteit geneeskunde van de Universiteit van Genève werd naar Champendal vernoemd.

## Werken
- (fr)  Petit manuel des mères, 1916.